# Срби на Кипру
Срби на Кипру су грађани Кипра српског порекла или држављани Србије који живе и раде на Кипру. Срби су махом емигрирали на Кипар током рата у Југославији. У граду Лимасолу процењује се да живи око 4.000 грађана рођених у бившој Југославијим, већим бројем Срба. Већи број српских бизнисмена преместио је своје пословне трансакције на Кипар у последњих двадесет година.

## Познате личности
- Милан Трајковић, атлетичар
- Миленко Шпољарић, фудбалер
- Владан Томић, фудбалер
- Синиша Добрашиновић, фудбалер